# Diócesis de Troina
La diócesis de Troina (en latín: Dioecesis Troyniensis) fue una sede de la Iglesia católica, suprimida en 1081. Hoy es sede titular.

## Historia
Troina fue uno de los primeros pueblos en ser liberado de los Árabes por los Normandos, guiados por el Gran conde Roger. Luego de la toma de la ciudad, fue elegida como residencia de la corte. En 1061, erigieron la diócesis de Troina, siendo así la primera jurisdicción eclesiástica de la reconquista. El primer obispo fue Roberto, primo de Roger. Según la tradición el papa Urbano II celebró una misa en la catedral de Troina. Había llegado a la ciudad para pedir ayuda a los normandos. Con la caída del reino normando, la sede episcopal fue trasladada a Mesina.
En el siglo XVIII el gobierno de la ciudad y el clero se pusieron de acuerdo para reclamar los derechos de Troina, por antigüedad, ante la posibilidad de la erección de una nueva diócesis en Nicosia. Al final fue Nicosia quien ganó la contienda.
En la actualidad, Troina es sede episcopal titular y desde 2013 está vacante.

## Episcopologio
- Roberto † (1061 - 1081 trasferisce la sede a Messina)[1]

## Obispos titulares
- Stefano Ferrando, S.D.B. † (1969 - 1978)[1]
- Bonifatius Haushiku, I.C.P. † (1978 - 1994)
- José Octavio Ruiz Arenas (1996 - 2002)
- Raúl Martín (2006 - 2013)
- Sebastian Vaniyapurackal (desde 2017)